# Ford Focus (Северная Америка)
Статья посвящена моделям Ford Focus, представленным на рынке Северной Америки.
 О Ford Focus, предназначенном для других рынков, см. Ford Focus.
Североамериканский Ford Focus — модификация автомобиля Ford Focus, специально разработанная для рынка Северной Америки. Дважды подвергался рестайлингу — в 2005 и 2007 годах. «Кинетический» рестайлинг 2008 года американской модели не коснулся. С 2011 года, после начала выпуска третьего поколения Ford Focus (которое стало одинаковым для Америки и Европы), производство североамериканской версии Focus постепенно прекратилось.

## Первое поколение (1999—2007)
В 1999 Ford показал модификацию Focus, предназначенную для рынка Северной Америки. Первоначально автомобиль предлагался с кузовами 3-дверный хетчбэк (ZX3), 4-дверный седан (ZTS) и универсал (ZTW). В 2002 к ним добавился 5-дверный хетчбэк (ZX5).

Отличия от европейской версии (до модернизации 2005 года) немногочисленны:
- передние и задние бампера большего размера и другого дизайна;
- поворотники, встроенные в решётку радиатора;
- отсутствуют повторители на передних крыльях, перенесены в боковины переднего бампера
- задние фонари другого дизайна.

В 2005 году был произведен рестайлинг, изменения коснулись иного дизайнерского решения передней части автомобиля и обновленного интерьера. Обновленный автомобиль предлагался с кузовами 3-дверный хетчбэк (ZX3), 5-дверный хетчбэк (ZX5), 4-дверный седан (ZX4) и универсал (ZXW).

## Второе поколение (2007—2011)
Второе поколение автомобиля было представлено в 2007 году на Североамериканском международном автосалоне.
В то время, как в Европе и других рынках Focus Mk II построен на собственной новой платформе (родственной Mazda 3), североамериканское второе поколение представляет собой рестайлинг предыдущего, производство которого в Европе было прекращено в 2004 году, а в США продлилось до конца 2007.
Таким образом, первоначально бывший лишь незначительно модифицированным вариантом европейской модели американский «Фокус» приобрёл полную самостоятельность, ознаменовав отход компании «Форд» от концепции «всемирного автомобиля», продаваемого с минимальными изменениями на рынках всего мира (другой изначально «всемирный автомобиль», Ford Mondeo, ещё в 2001 году был выведен с североамериканского рынка, будучи позднее заменён аналогичным по размеру, но полностью независимо разработанным с учётом специфики рынков обеих Америк и нигде более не продающимся Ford Fusion).
Это связано с кардинальной разницей в конъюнктуре рынка автомобилей по разные стороны Атлантики. Если в Европе «Фокус» считается автомобилем среднего размера и принадлежит к весьма популярному рыночному сегменту «С» — на него приходится едва ли не основная часть продаж компании, то в Северной Америке он занимает в модельном ряду куда более скромное место компактного автомобиля «для экономных». Стоимость европейского «Фокуса» текущего поколения в отдельных комплектациях выше, чем у продаваемого в США намного более крупного среднеразмерного Ford Fusion. Американский же Focus для сохранения конкурентоспособности вынужден быть куда более бюджетной моделью, при этому существенно уступая по большинству потребительских качеств продаваемым в остальном мире Focus Mk II, который оказался бы излишне дорогим для своего размера, будь он представлен на рынке США.
В отличие от европейского Focus, американский доступен в кузовах «четырёхдверный седан» и «купе» (не трёхдверный хетчбэк), а в целом не пользующиеся особым спросом в Америке хетчбэки и излишне компактные для такого типа кузова по меркам местного рынка универсалы в гамме моделей теперь отсутствуют.